# Рубінштейн Сергій Леонідович
Сергі́й Леоні́дович Рубінште́йн  (18.06.1889, Одеса —11.01.1960, Москва) — український і російський радянський психолог і філософ, член-кореспондент АН СРСР і академік Академії педагогічних наук РРФСР.

## Біографія
С. Л. Рубінштейн народився 6 (18) червня 1889 року в м. Одеса в родині адвоката.
В 1913 році закінчив факультет філософії Марбурзького унііверситету. Там захистив дисертацію «До проблеми методу». В 1914 році повернувся до Одеси і викладав у гімназіях. В 1919 році був обраний приват- доцентом кафедри філософії Новоросійського університету.
В 1921—1930 роках працював в Одеському інституті народної освіти, де був обраний професором. Одночасно з 1922 року був директором Одеської наукової бібліотеки. Брав участь у діяльності Одеського філософського товариства.
В 1930—1942 роках очолював кафедру психології Державного педагогічного інституту в Ленінграді.
В 1937 році затверджений у науковому ступені доктора педагогічних наук та присвоєно вчене звання професора.
В 1942—1949 роках завідува кафедрою психології Московського університету. В 1942—1945 роках очолював Інститут психології Академії педагогічниї наук РРФСР, а в 1945—1949, 1956—1960 роках — сектор психології Інституту Філософії АН СРСР.
Був переслідуваний під час компанії боротьби з космополітизмом 1947—1950 рр. Реабілітований в 1953 році.
В 1943 році був обраний членом-кореспондентом Академії Наук СРСР, а у 1945 році — дійсним членом Академії педагогічниї наук РРФСР,
Помер 11 січня 1960 року у Москві. Похований на Новодівочому кладовищі.

## Наукова діяльність
С. Л. Рубінштейна цікавили теоретичні питання загальної психології, зокрема її філософські підстави з позицій рефлексології. Його підручник «Основи загальної психології» (1940 р.), укладений на багатому експериментальному матеріалі, дає критику філософських і психологічних напрямів з позицій марксизму. Ці філософські принципи розвинув також з історичного аспекту у роботі «Принципи й шляхи розвитку психології» (1959 р.).

## Праці
- Основы психологии. — М.: Учпедгиз, 1935. — 496 с.
- Основы общей психологии. — М.: Учпедгиз, 1940. — 596 с.
- Бытие и сознание. — М.: АН СССР, 1957. — 328 с.
- О мышлении и путях его исследования. — М.: АН СССР, 1958. — 147 с.
- Принципы и пути развития психологии. — М.: АН СССР, 1959. — 354 с.
- Проблемы общей психологии/ Отв. ред. Е. В. Шорохова. — М.: Педагогика, 1973. — 423 с.

## Нагороди
- Орден Трудового Червоного Прапора
- Медалі «За оборону Ленінграда», «За доблесну працю у Великій Вітчизняній війні 1941—1945 рр.»
- Сталінська премія (1942 р.)